# Đường tỉnh 102
Đường tỉnh 102 hay tỉnh lộ 102, viết tắt ĐT.102 hay TL.102 là đường tỉnh ở thị xã Mộc Châu và huyện Vân Hồ, tỉnh Sơn La.

## Lộ trình
Đường tỉnh 102 (Vân Hồ – Tân Xuân – Chiềng Sơn – Chiềng Khừa – Lóng Phiêng) bắt đầu từ Km 172+200, Quốc lộ 6, xã Vân Hồ, huyện Vân Hồ, đường đi về hướng tây nam và tây đến tại Km 99+800, Quốc lộ 43, xã Chiềng Sơn, thị xã Mộc Châu 20°45′55″B 104°35′11″Đ / 20,76528°B 104,58639°Đ với tổng chiều dài 67 km.